# Запис храст код цркве (Смиловац)
Запис храст код цркве (Смиловац) се налази на парцели чији је власник Црквена општина Смиловачка.

## Локација
| Општина             | Ражањ                                                                       |
| Катастарска општина | Смиловац                                                                    |
| Потес               | Нерезина                                                                    |
| Координате          | 43° 47′ 05″ С; 21° 35′ 59″ И / 43.784599999999998° С; 21.599699999999999° И |
| Надморска висина    | 392m                                                                        |

## Карактеристике
Дендрометријске вредности утврђене на терену и сателитским снимцима:
| Стабло                     | Храст |
| Висина стабла              | m     |
| Обим дебла                 | m     |
| Пречник крошње             | 1m    |
| Пречник дебла              | m     |
| Висина дебла до прве гране | m     |

## База записа
Запис је у оквиру Викимедија пројекта "Запис - Свето дрво" заведен под редним бројем 0672.